# Distrito judicial de Eupen
El Distrito judicial de Eupen (en francés: Arrondissement judiciaire d'Eupen; en neerlandés: Gerechtelijk arrondissement Eupen; en alemán:Gerichtsbezirk Eupen) es un distrito judicial de la Provincia de Lieja, en la Región Valona de Bélgica. El distrito fue creado para atender judicialmente a los municipios que engloban la Comunidad germanófona de Bélgica, todos ellos pertenecientes al distrito de Verviers.

## Lista de municipios
- Eupen
- Sankt Vith
- Kelmis
- Lontzen
- Raeren
- Amel
- Büllingen
- Burg-Reuland
- Bütgenbach

- Datos: Q663000